# Герб Желєзнодорожного
Колишнє місто Желєзнодорожний (Московська область Російської Федерації), що увійшло до складу міста Балашиха. Має власні символи, серед яких герб міста та прапор.

## Історія
Герб Желєзнодорожного було прийнято 20 березня 2002 року. Номер у Геральдичному реєстрі РФ: 939

## Опис
Сучасний герб Желєзнодорожного: у лазурному (синьому, блакитному) полі сходить золоте, сяюче сонце (без зображення обличчя), яке супроводжується срібною кінською дугою з дзвіночком того ж металу. У нижній частині червлені (червоні) трикутники обтяжені срібним вписаним вістрям, які мають вздовж бокових сторін дедалі вужчу чорну внутрішню кайму.